# Сиборгий
Сиборгият е метал, открит от членове на института „Джойнт“ и химици на лабораториите „Лоурънс Бъркли“ и „Ливърмор“ през 1974 г. едновременно в Дубна (Русия) и Бъркли (Калифорния).
Елементът е наречен на Глен Сиборг, член на екипа от Бъркли, който първи синтезира елемента.
Сиборгият не се среща в природата. Цветът му вероятно е сребристобял или сив. Атомната му маса е [269].